# 中华幻草蛉
中华幻草蛉（学名：Nothochrysa sinica），草蛉科幻草蛉属的一个种，为中国特有种，分布于甘肃、宁夏、陕西、湖北。

## 形态
体长12—14mm。头部橙黄色，第1—2节橙黄色，其余部分黑褐色。

## 相关文献
- Yang. 1986. Unknown. Acta Agri. Univ. Pekin, 2(12).
- 杨星科 杨集昆 李文柱. 2005. 《中国动物志》第三十九卷. 北京:科学出版社. : 1-398.